# Dolly Guleria
Dolly Guleria es una reconocida cantante de música folclórica de panyabí, nacida en Bombay, India, el día del Baisakhi, segúl el calendario tradicional. Ella es la hija de Surinder Kaur, una popularmente cantante conocida como "La Ruiseñora de Punjab".

## Carrera
A la edad de cinco años, Dolly aprendió la música de Manipuri y Bharat Natyam, en el Triveni Kala Sangam, en Delhi. Dolly comenzó su formación en música clásica cuando tenía siete años de edad, en el Gandharva Maha Vidyalaya Delhi, donde también aprendió la danza de 'Kathak'. En sus años de adolescencia, fue discípula de Kundan Lal Sharma de Patiala Gharana, Panna Lal Kathak y Shri Lal Chotey ji (un compositor de música de Doordarshan Delhi) y más adelante de Ustad Iqbal Ahmed Khan Khalifa de Delhi Gharana.
Ella interpretó su primera canción en solitario en el All India Radio en 1967, como una cantante aficionada en Punjabi y también como cantante de playback. Su primera grabación fue en Shabad Gurbani, publicado por HMV en 1968 y un LP con temas musicales que fue utilizada en el matrimonio de su madre.
Ella aspiraba ser médico, siendo estudiante de medicina. En 1970 se casó con el oficial del Ejército, el Coronel SSGuleria y se convirtió en madre, tuvo una hija llamada Sunaini y dos hijos, Dilpreet y Amanpreet.  Después de establecerse con su maternidad, es alentada por su esposo para continuar su formación de música clásica y para conseguir una oportunidad para convertirse en discípula de 'Khan Sahib' Abdul Rehman Khan, de 'Patiala Gharana', quien la entrenó en el campo de la música clásica, como base de aptitud específica para aplicar la misma técnica del canto clásico y popular.

## Reconocimiento
Ha recibido varios premios en la música Punjabi, durante sus días escolares y universitarios. Sus oyentes siempre la apreciaban y aplaudían por su estilo elegante y sobrio de cantar con su perfección y disfrutar de sus actuaciones en directo, así como sus presentaciones en el Doordarshan TV y All India Radio.
Durante un fondo comercial y el intercambio cultural, visitó a Pakistán en noviembre de 1997, ella y su hija Sunaini, han cautivado a la audiencia de Pakistán en el Estadio Gaddafi, Lahore y en Faislabad (Layalpur) y en el Club Chenab. Ella fue honorificada con una placa de oro por Minar-e-Pakistan y una medalla de oro por su destacada contribución.
En una de sus visitas culturales a Vancouver, Canadá, en junio del 2000, fue honorificada por el entonces ministro de Educación, Penny Priddy, por su contribución a la comunidad punjabi y en la ceremonia de Hon. Ujjal Dosanjh, 'The Premier of BC, Canada'.